# Faralimomab
Il faralimomab  è un anticorpo monoclonale di tipo murrino ad azione immunomodulante.
Il farmaco agisce sul recettore per l'interferone.